# Nanchitalde Lázaro Cárdenas del Río
Nanchitalde Lázaro Cárdenas del Río là một đô thị thuộc bang Veracruz, México. Năm 2005, dân số của đô thị này là 26804 người.